# جاك ووماك
جاك ووماك (بالإنجليزية: Jack Womack)‏ (8 يناير 1956، ليكسينغتون في الولايات المتحدة)؛ كاتب وروائي أمريكي.